# Lee Cronin
Lee Cronin (n. secolul al XX-lea, Dublin, Irlanda) este un regizor și scenarist irlandez. El este cel mai bine cunoscut ca scenarist și regizor al scurtmetrajului Ghost Train, câștigător al premiului Méliès d'Argent în 2014, și al filmelor de groază The Hole in the Ground (2019), respectiv Evil Dead Rise (2023), a cincea parte a francizei de filme Evil Dead.